# Alsace Grand Cru AOC
Alsace Grand Cru er en Appellation d'origine contrôlée for vin, der produceres på 51 parceller i den franske vinregion Alsace. Grand Cru AOC blev i 1975 godkendt af INAO med udvidelser i 1983, 1992 og 2007.
Vinene stammer fra 51 udvalgte marker (lieu-dit)i Alsace AOC-regionen i 200–300 m højde. Grand Cru-vinene overholder AOC Alsace-reglerne og strengere krav: vinmarkens udbytte må højst være 65 hektoliter pr hektar, og vinen skal komme fra en enkelt af de 51 navngivne parceller af Grand Cru status, og navnet og årgangen skal fremgå af etiketten. Som regel fremgår druesorten også. Druerne Riesling, Gewurtztraminer, Pinot Gris og Muscat o.a. med få undtagelser er tilladt.